# ボリス・ログヴォロドヴィチ
ボリス・ログヴォロドヴィチ（ロシア語: Борис Рогволодович、12世紀後半）は、ポロツク公ログヴォロドの子である。1180年代から1196年以前までの期間、ドルツク公位にあった。
ニコライ・エルモロヴィチ(ru)の説では、ボリスはポロツクの政権と同盟を結び、1180年からドルツクを統治下に置いたとされる。
年代記の1196年の記述によれば、ボリスはチェルニゴフ公国軍、ヴァシリコ・ヴォロダレヴィチ(bex)と連合して、スモレンスク公国領であったヴィテプスクへの遠征(ru)に参加した。ボリスは戦闘において活躍し、スモレンスク軍を潰走させた（ルーシ内戦 (1195年 - 1196年)）。